# 2013년 9월
| 2013년: 1월 · 2월 · 3월 · 4월 · 5월 · 6월 · 7월 · 8월 · 9월 · 10월 · 11월 · 12월 |

| <           | 2013년 9월 | 2013년 9월 | 2013년 9월 | 2013년 9월 | 2013년 9월 | >          |
| 일          | 월         | 화         | 수         | 목         | 금         | 토         |
| 1 7.26 경오 | 2 27 신미  | 3 28 임신  | 4 29 계유  | 5 8.1 갑술 | 6 2 을해   | 7 3 병자   |
| 8 4 정축    | 9 5 무인   | 10 6 기묘  | 11 7 경진  | 12 8 신사  | 13 9 임오  | 14 10 계미 |
| 15 11 갑신  | 16 12 을유 | 17 13 병술 | 18 14 정해 | 19 15 무자 | 20 16 기축 | 21 17 경인 |
| 22 18 신묘  | 23 19 임진 | 24 20 계사 | 25 21 갑오 | 26 22 을미 | 27 23 병신 | 28 24 정유 |
| 29 25 무술  | 30 26 기해 |            |            |            |            |            |

| - 9월 18일 - 최필립 (前 정수장학회 이사장) - 9월 17일 - 도요타 에이지 (前 도요타 자동차 회장) - 9월 15일 - 오탁근 (前 법무부 장관) - 김병윤 (前 국회의원) - 9월 11일 - 김우석 (前 국회의원) - 9월 29일 - 오스트리아 총선 - 9월 22일 - 독일 총선 - 9월 09일 - 노르웨이 총선 - 9월 07일 - 오스트레일리아 총선 편집하기 |

== 2013년 9월 30일 (월요일) ==음력2013년9월30일
재해
- 중국 허베이성 우안시에서 지름 50m, 깊이 20m의 싱크홀이 발생하며 16명의 사상자가 발생하다.

## 2013년 9월 29일 (일요일)
선거
- 오스트리아 총선에서 사회민주당과 인민당 연립정권이 승리하다.

경기
- 2013년 베를린 마라톤에서 윌슨 킵상 키프로티치가 2시간 3분 23초만에 완주하여 새 세계신기록을 세우다.

## 2013년 9월 28일 (토요일)
정치
- 그리스 황금새벽당 당원 및 소속 의원들이 파블로스 피사스의 죽음과 관련하여 체포되다.
- 중화민국에서 마잉주 총통의 하야를 요구하는 시위가 열리다.

## 2013년 9월 24일 (화요일)
재해
- 파키스탄 발루치스탄주 남서쪽 200km 지점에서 규모 7.7의 지진이 발생하여 사망자 515명을 포함해 3000여 명의 사상자가 발생하다.

## 2013년 9월 23일 (월요일)
사회
- 경기도 여주군이 여주시로 승격하다.

사고
- 대구광역시 남구에서 가스 폭발 사고가 발생하여 15명의 사상자가 발생하다.

## 2013년 9월 22일 (일요일)
선거
- 독일 총선에서 기독교민주당과 기독교사회당 연립정권이 311석의 의석을 획득하다.

정치
- 중화인민공화국의 정치인 보시라이가 법원에서 종신형을 선고받다.

## 2013년 9월 21일 (토요일)
사회
- 조선민주주의인민공화국이 이산가족 상봉을 나흘 앞두고 일방적으로 연기하다.
- 케냐 나이로비의 한 쇼핑몰에서 테러가 발생하여 59명의 사망자가 발생하다.

문화
- 비디오 게임 《그랜드 테프트 오토 V》가 엔터테인먼트 상품 역사상 가장 빠른 기간인 3일만에 10억 달러의 매출을 올리다.

## 2013년 9월 18일 (수요일)
사회
- 일본군 위안부 문제 해결을 촉구하는 수요집회가 프랑스에서 처음으로 열리다.

## 2013년 9월 16일 (월요일)
사회
- 개성공단이 가동 중단된 지 166일 만에 가동을 재개하다.

국제
- 미국 워싱턴 해군 공창에서 총격 사건으로 13명의 사망자가 발생하다.

## 2013년 9월 14일 (토요일)
과학
- 일본 엡실론 로켓이 인공위성을 싣고 우치노우라 우주공간 관측소에서 성공적으로 발사되다.

## 2013년 9월 13일 (금요일)
사회
- 인도 지방법원이 델리 윤간 사건의 피고인 네 명에 대해 사형을 선고하다.

## 2013년 9월 12일 (목요일)
경제
- 한국은행 금융통화위원회가 기준금리를 2.50%로 동결하다.

과학
- 보이저 1호가 태양계를 벗어났다고 NASA에서 발표하다.

## 2013년 9월 9일 (월요일)
선거
- 노르웨이 총선에서 우파당, 진보당, 기독민주당, 자유당 연립정당이 96석의 의석을 차지하다.

## 2013년 9월 7일 (토요일)
선거
- 오스트레일리아 총선에서 자유당과 국민당 연립정당이 88석의 의석을 획득하다.

문화
- 일본 도쿄도가 2020년에 열릴 제32회 하계올림픽 개최도시로 선정되다.

## 2013년 9월 6일 (금요일)
사회
- 대한민국 정부가 일본 후쿠시마현을 비롯한 근처 8개 현의 모든 수산물에 대해 9일부터 수입을 금지하기로 결정하다.

## 2013년 9월 5일 (목요일)
정치
- 러시아 상트페테르부르크 시에서 이틀에 걸쳐 G20 정상회의를 개최하다.

## 2013년 9월 4일 (수요일)
정치
- 내란음모 혐의 등을 받고 있는 이석기 통합진보당 의원에 대한 체포동의안이 국회를 통과하다.

사회
- 노태우 전 대통령이 내란 및 뇌물수수로 인한 추징금 2,628억 원을 완납하다.

재해
- 일본 도쿄도 남쪽 도리시마 근해에서 규모 6.9의 지진이 일어나다.

## 2013년 9월 2일 (월요일)
IT
- 마이크로소프트가 노키아의 기기·서비스 사업을 54억 4천만 유로에 인수하다.
- 보다폰이 버라이즌 커뮤니케이션스에 1,300억 달러를 받고 버라이즌 와이어리스에 대한 지분을 넘기기로 하다.